# 宫后垄古寺遗址
宫后垄古寺遗址，是位于中国福建省宁德市蕉城区霍童镇小石村的一个宋代古遗址，宁德市（县级）人民政府于1992年12月将其公布为第二批县级文物保护单位。
宫后垄寺占地面积约100平方米，原建筑始建于北宋元丰四年（1081年），现存当时的石质须弥座和瓜楞石柱等。